# ニンファエウム条約 (1214年)
ニンファエウム条約(英語: Treaty of Nymphaeum、ギリシア語: Συνθήκη του Νυμφαίου) は、1214年12月にビザンツ帝国の後継国であるニカイア帝国と、1204年の第4回十字軍によって建国されたラテン帝国との間で調印された平和条約である。ニンファエウムは地名で現在のトルコ・ケマルパシャに当たる。

## 背景
第4回十字軍がビザンツ帝国を滅ぼした後、フランドル伯ボードゥアン9世はラテン帝国の皇帝にボードゥアン1世として選出され、コンスタンティノープルの一部（残りはヴェネツィア人に与えられたり十字軍に参加した諸侯らで分割された）だけでなく、小アジアの北西地域も所有することを認められたが、領有権の承認は実際の支配を意味するものではなかった。主権を認めても実際に支配するのは皇帝であり、必要であれば武力によって支配権を行使することも可能であった。しかし第4回十字軍遠征後、ボードゥアンはトラキアでの出来事に追われ、1205年4月のアドリアノープルの戦いでブルガリア人の捕虜となる。これによってブルガリア人は周囲の蹂躙を行ったのみならず、小アジアも当面ラテン帝国から無視されることとなり、ニカイアを拠点に皇帝宣言をしたテオドロス1世ラスカリスは権力を固め、ルーム・セルジューク朝に関心を向けるようになった。
ボードゥアンの弟であるアンリ・ド・フランドルは帝位を引き継ぎ、1206年末にニカイア帝国に対する作戦を開始。アンリが注力しはじめた1211年以降本格化し、同年10月15日にリンダコス川（現ムスタファケマルパシャ川）で大勝利を収める（リンダコスの戦い）と、ペルガモン、ニンファエウムに進出するが、テオドロス側のゲリラ戦により、アンリのさらなる進軍は制限された。両軍とも疲弊したため、ニンファエウム条約が両皇帝の間で結ばれることとなり、ラテン帝国の小アジアへの進出が停止された。最終的なラテンの勢力圏はアナトリア北西部、ビテュニア（オプティマテス（Optimatoi））沿岸とミュシアの大部分に限られた。

## その後
この後、両陣営は何年も戦いを続けることになるが、この和平協定にはいくつかの重要な結果があった。第一に、両者とも相手を滅ぼすほどの力はなかったために和平条約が両者を国として事実上承認するものであったこと、第二に、それまでアンリの臣下であり、ラテン帝国の支援を得てニカイアとの戦争を進めてきたダヴィド・コムネノス（David Komnenos）が、その支援を事実上失ったことである。かくてテオドロスは1214年末にダヴィドが有したシノペ以西の全領土を併合し、黒海へのアクセスを手に入れたのである。第三に、テオドロスが当分の間、ラテン帝国の影響を受けずにセルジューク朝と戦争できるようになり、ニカイアも13世紀末まで、東部辺境を固めることができたことである。1224年、再び戦争が起こり、ポエマヌムの戦い（Battle of Poimanenon）でニカイアが圧勝すると、アジアにおけるラテン帝国の領土は事実上ニコメディアだけになった。この条約により、ニカイアは数年後にヨーロッパで攻勢をかけ、最終的に1261年にはコンスタンティノープルの再征服に繋がった。